# Nephtys caeca
Nephtys caeca (лат.) — вид морских многощетинковых червей из семейства Nephtyidae.

## Таксономия
Вид был впервые описан в 1780 году Иоганном Христианом Фабрицием как Nereis caeca.

## Морфология
Длина тела этой полихеты достигает 250 мм, оно тонкое и четырёхугольное в поперечном сечении. Окрас от беловатого до зеленовато-коричневого с радужной кутикулой и красными жабрами. Голова небольшая, прямоугольной формы, снабжена парой коротких усиков, расположенных в передних углах. Горло образовано вывернутой наружу мордой с 22 сосочками. Взрослые особи имеют не менее нескольких десятков сегментов, снабженных жабрами. У ювенильных форм их может быть меньше, но у них есть зона роста с многочисленными новыми сегментами, расположенная непосредственно перед пигидием. Жабры начинаются не ранее четвёртого сегмента и отогнуты наружу. Параподии имеют хорошо развитые постхетальные пластинки (лат. lamellae postchaetales) как на нотоподиях, так и на невроподиях. Первый сегмент имеет невроподии с игольчатыми лопастями, снабженными длинным усиком на дорсальной поверхности. Сегменты с 30 по 45 имеют невроподии с постщетинковыми лопастями, которые заметно длиннее игольчатых лопастей, тогда как предщетинковые лопасти невроподий никогда не длиннее игольчатой лопасти невроподии первого сегмента. Тело лишено щетинок и имеет коленчатую форму.

## Биология и экология
Молодь и взрослые формы ведут бентосный образ жизни. Они встречаются в донных отложениях различных фракций: от крупнозернистого до илистого песка. Молодь предпочитает верхний слой осадка, богатый органическим веществом, не глубже 12 см, тогда как взрослые особи обитают в более глубоких слоях, бедных органическим веществом, ниже 25 см. Это хищный вид, который активно ищет свою добычу в отложениях, среди которых могут быть моллюски, ракообразные и другие полихеты.
Паразитом этой полихеты является Paramyxoides nephtys — простейшее из типа Cercozoa. Nephtys caeca входит в рацион пикши и скатов.
Эти полихеты достигают половой зрелости на втором году жизни и живут до семи лет. Они размножаются много раз в течение жизни. Сезон размножения начинается в апреле или мае и длится до августа. Личинки являются частью зоопланктона.

## Распространение
Вид распространен в северном полушарии, местами многочислен. Он был обнаружен на европейском, азиатском и североамериканском арктическом побережье, а также на побережьях: северной части США, восточной Канады, Ирландии, Великобритании, западной Испании, северной и южной Франции, Бельгии, Нидерландов, Германии, Дании, Швеции, Польши, Италии, Туниса, Греции, Египта, Японии, Кореи и северного Китая.